# Ufficiale di giustizia militare
L'Ufficiale di giustizia militare è una tipologia di ufficiali appartenenti al Corpo della Giustizia Militare italiana, sciolto nel 2010.

## Storia
La qualifica di Ufficiale di Giustizia Militare è storicamente esistita sin dall'epoca romana, in cui la posizione di magistrato coincideva con quella di ufficiale militare e vice versa. Si trovano tracce della presenza degli Ufficiali di Giustizia Militare anche nel diritto intermedio, tuttavia è solo con il Codice Penale Militare degli Stati del Regno di Sardegna del 1859 che essi assumono una rilevanza normativa nel patrimonio italiano.
Con la riforma fascista del 1935 - 1937 furono costituiti tre corpi: il Corpo della Giustizia Militare, di cui al Regio Decreto Legge 28 novembre 1935 N° 2397, composto da Magistrati, Avvocati, Docenti Universitari e Dirigenti di Cancelleria, formalmente inquadrato nei ruoli dell'Esercito Italiano, il ruolo degli avvocati del Corpo del Commissariato Marittimo ed il ruolo degli avvocati del Corpo del Commissariato Aeronautico.
Con Legge 7 maggio 1981 N° 180 i magistrati sono stati smilitarizzati e non fanno più parte del Corpo della Giustizia Militare, che resta quindi composto solo dei ruoli della riserva, quindi, con una serie di decisioni del 1985 la Corte Costituzionale ha privato del diritto di patrocinio gli ufficiali delle Forze Armate.
Infine, con il Decreto Legislativo N° 66 del 15 marzo 2010, il Corpo della Giustizia Militare è stato dichiarato disciolto, senza peraltro eliminare dall'ordinamento la qualifica di Ufficiale di Giustizia Militare.

## Qualifica
La qualifica di Ufficiale di Giustizia Militare compete a tutti coloro che, a vario titolo, contribuiscono al normale funzionamento della Giustizia Militare. Essi sono storicamente divisi in quattro ruoli: amministrativi, requirenti, giudicanti, difensori. Il ruolo amministrativo comprende tutto il personale dirigenziale preposto al funzionamento dei servizi di cancelleria e di segreteria dei Tribunali Militari.
Il ruolo requirente comprende gli uffici del Procuratore della Repubblica e del Procuratore Generale della Repubblica, originariamente responsabile della sola accusa in udienza, e gerarchicamente sottoposto al potere esecutivo, oggi sia delle funzioni inquirenti che requirenti.
Il ruolo giudicante comprende i giudici di ogni ordine e grado. Il ruolo dei difensori comprendeva gli ufficiali dei tre corpi incaricati della difesa degli imputati e degli avvocati che avessero reso la propria disponibilità al richiamo nei ruoli del Corpo della Giustizia Militare (il cui organico era illimitato), oggi dei soli avvocati che abbiano maturato tale diritto.
Con il definitivo scioglimento del Corpo della Giustizia Militare la qualifica di Ufficiale di Giustizia Militare è divenuta un titolo onorifico privo di un contenuto effettivo.